# Solomiya Krushelnytska
Solomiya Amvrosiivna Krushelnytska (en ukrainien : Соломія Амвросіївна Крушельницька) née le 23 septembre 1872 à Biliavyntsi dans la région de Ternopil et morte le 16 novembre 1952 à Lviv, est une cantatrice ukrainienne, aussi professeure de chant. Elle fut récompensée de plusieurs prix, dont celui de « La première chanteuse de Wagner » du XXe siècle. Son répertoire comptait plus de 60 œuvres musicales. Pour Enrico Caruso, Titta Ruffo, Fédor Chaliapine ce fut un honneur de chanter avec elle. Giacomo Puccini la nomma : « la plus belle et brillante Butterfly ». Depuis 2000, l'Opéra de Lviv porte son nom.

## Biographie
Son nom était transcrit en alphabet latin Solomiia Krouchelnytska, Salomea Krusceniski en Italie ou Kruszelnicka en Autriche-Hongrie où elle est née. Solomiya Krushelnytska naît le 23 septembre 1872, à Biliavyntsi dans la région de Ternopil, dans la famille d'un prêtre. Elle descend d’une ancienne famille aristocratique ukrainienne. En 1878, sa famille déménage au village de Bila. Elle commence à chanter très tôt. Dans son enfance, elle connaissait beaucoup de chansons folkloriques. Elle termine l’école supérieure de Ternopil où elle passe les examens par correspondance.
Elle débute en 1883 au concert en l’honneur de  Chevtchenko à Ternopil, en chantant avec la chorale «Rous’ka bessida» (La conversation Ukrainiens). En 1891 elle entra au conservatoire de Conservatoire de Lwów. Son professeur était Valeriy Vyssotskiy, qui éleva la pléiade des chanteurs célèbres. Au cours de sa formation elle fit sa première intervention solo, le 13 mai 1892 : elle chanta la voix principale à l’oratorio de Haendel Le Messie.
Le 15 avril 1893 elle débute comme cantatrice, avec le rôle de Leonora dans La Favorite de Gaetano Donizetti sur la scène du théâtre Skarbka à Lviv.
En 1893 elle termine le conservatoire de Lviv. La même année elle fit connaissance avec la cantatrice italienne Gemma Bellincioni, qui lui conseilla de continuer ses études en Italie. En automne elle alla étudier en Italie. Ses professeurs étaient Fausta Krespi et le professeur Konti.

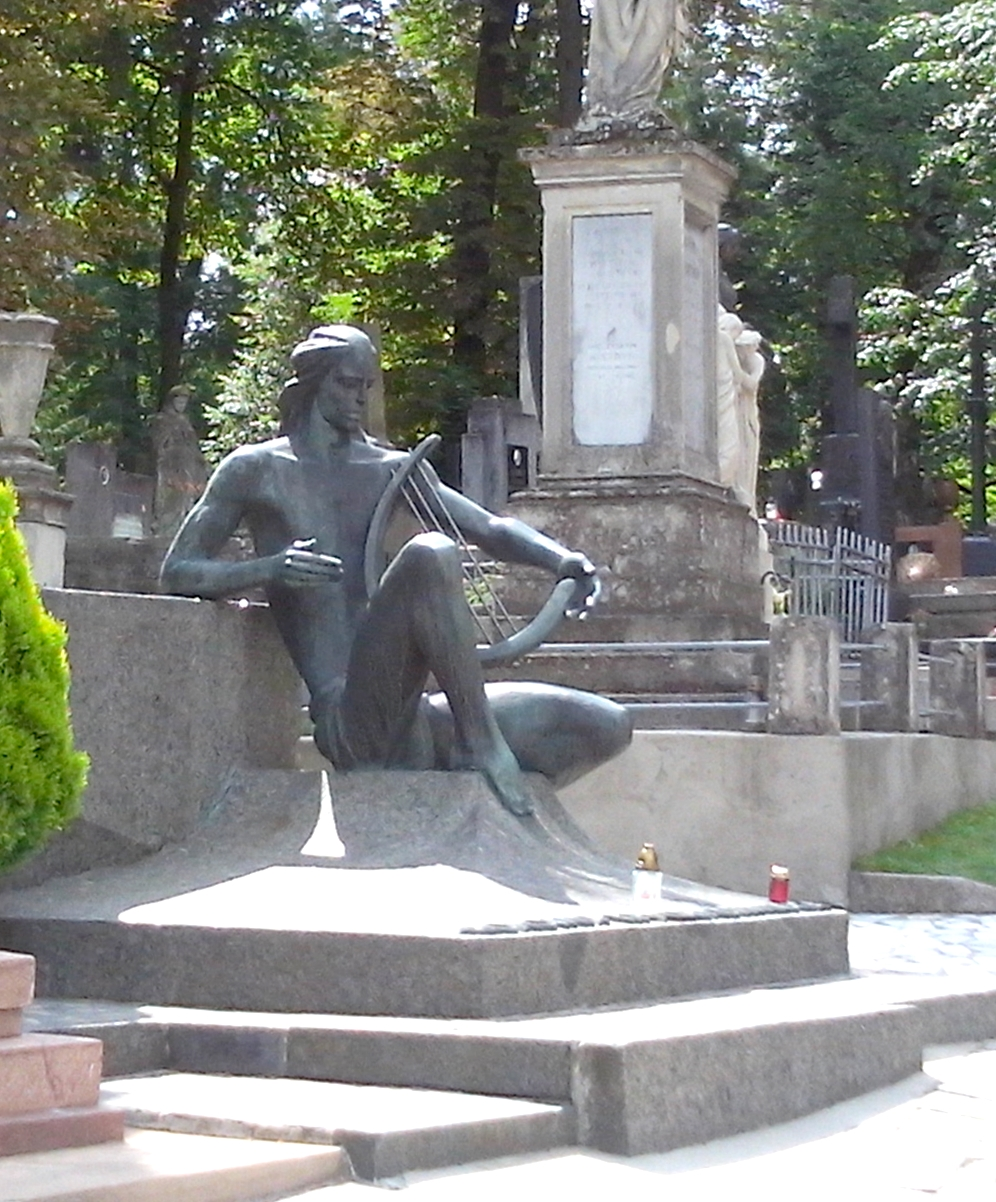
Monument par Teodozia Bryj classé.

Depuis 1894 elle se produisait aux théâtres de Lviv. À la seconde moitié des années 1890 elle commença son triomphe mondial: elle chanta en Italie, en Espagne, en France, au Portugal…
En 1920 au sommet de la gloire elle abandonna l’opéra. Elle fit une tournée mondiale à travers l’Europe et l’Amérique. En 1929 elle donna son dernier concert à Rome.
En août de 1939, après la mort de son mari, Cesare Richonni, elle revint en Ukraine et en raison de la Seconde Guerre mondiale ne put plus revenir en Italie.   
En 1952 le cœur de la grande cantatrice s’arrêta. Elle fut enterrée le 16 novembre 1952 au cimetière Lytchakiv à Lviv, près de son ami, Ivan Franco.

## La rencontre avec Puccini

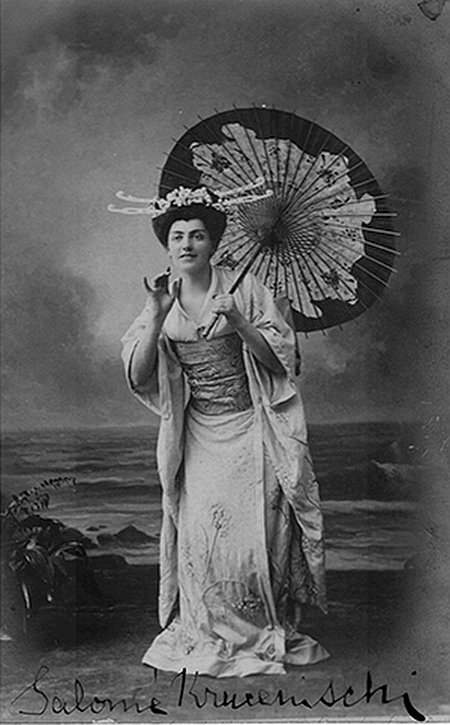
Salomea en Butterfly en 1904

Le 17 février 1904 au théâtre La Scala de Milan, Puccini préesenta son nouvel opéra Madama Butterfly. Jamais encore le compositeur n’était assuré ainsi de la réussite, mais les spectateurs sifflèrent l’opéra. Le célèbre maestro était déprimé. Ses amis lui proposèrent de modifier son ouvrage et d'inviter Solomia pour interpréter le rôle principal. Le 29 mai la première de la nouvelle version de Madama Butterfly eut lieu sur la scène du Grand théâtre de Brescia ; ce fut un triomphe. Le public rappela sept fois les chanteurs et le compositeur sur la scène. Après la représentation le compositeur reconnaissant envoya son portrait à Solomia avec la dédicace : « Pour la plus belle et la plus charmante Butterfly ».

## Vie privée
En 1910 Solomia se maria avec un avocat italien, le maire de la ville de Viareggio, Cesare Richonni. Ils se marièrent à Buenos Aires. Après leur mariage Cesare et Solomia s’instalèrent à Viareggio. Là elle avait acheté une villa, qu’elle nomma «Salomea». Ils n’avaient pas d’enfants mais leur mariage fut heureux.

## Hommages

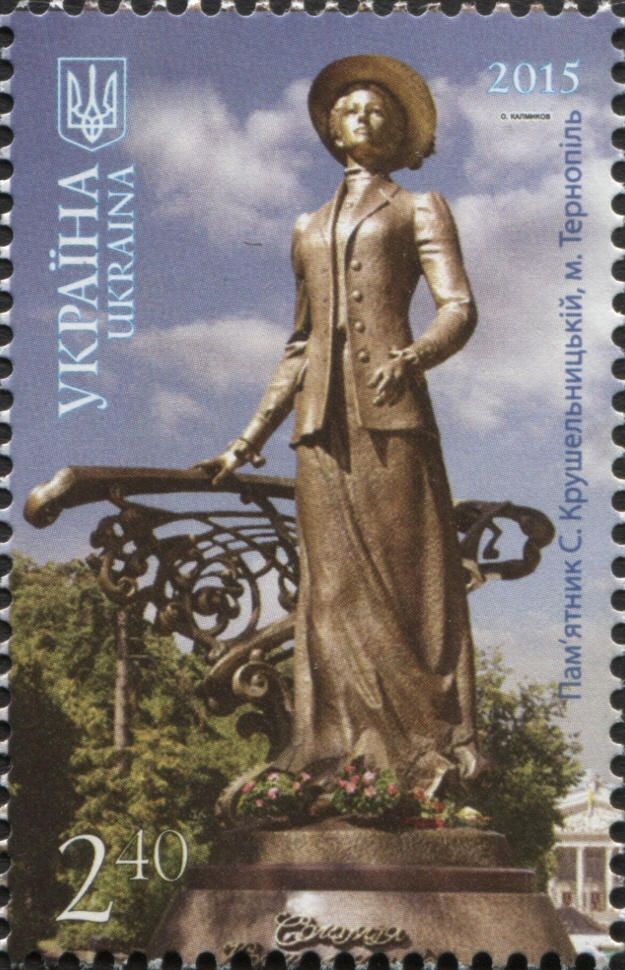
Monument à Solomiya sur un timbre ukrainien.

- Le musée Solomia-Krouchelnitska (Muzično-memorìalʹnij muzej Solomìï Krušelʹnicʹkoï)